# Earias chlorophyllana
Earias chlorophyllana är en fjärilsart som beskrevs av Otto Staudinger 1891. Earias chlorophyllana ingår i släktet Earias och familjen trågspinnare. Inga underarter finns listade i Catalogue of Life.